# Louis-Marie-Céleste d'Aumont
Louis-Marie-Céleste d'Aumont, född den 7 september 1762 i Paris, död den 9 juli 1831 i Roissy-Saint-Antoine, var en fransk hertig. Han var son till Louis-Alexandre-Céleste d'Aumont.
Aumont är mera känd under namnet hertig av Piennes, vilket han bar under faderns livstid. Vid försvaret av Tuilerierna den 28 februari 1791 blev han sårad, lämnade därefter Frankrike, kämpade i Spanien mot den republikanska hären och avancerade därvid till överste. Efter freden i Basel 1795 begav han sig till de franska prinsarna i Tyskland. År 1807 inträdde han i svensk tjänst såsom chef för ett svenskt regemente, bestående av några tiotal franska fångar och av Gustaf IV Adolf ämnat till stomme för en fransk emigrantarmé mot Frankrike. Aumont uppehöll sig i Stockholm 1810 under fersenska mordet och åtföljde efter denna katastrof von Fersens syster, grevinnan Sophie Piper, under hennes flykt från Stockholm. Vid restaurationen återkom han till Frankrike och blev generallöjtnant. Napoleons återkomst jagade honom till England. Från de normandiska öarna företog han till Ludvig XVIII:s förmån en djärv landstigning i departementet Calvados, vilken sannolikt slutat olyckligt, om inte de allierade just då inryckt i Paris. Aumont blev därefter pär samt överintendent för Opéra-Comique i Paris.